# When Lights Are Low (Pete Jolly Trio)
When Lights Are Low è un album a nome The Pete Jolly Trio, pubblicato dalla casa discografica RCA Victor Records nel febbraio del 1957.

## Tracce

### LP
Lato A
1. Skating – 4:20 (musica: Pete Jolly)
2. Ah-Moore – 5:29 (musica: Al Cohn)
3. When Lights Are Low – 3:50 (testo: Spencer Williams – musica: Benny Carter)
4. Groovin' with Gus – 3:05 (musica: Al Cohn)
5. Unconcerned – 4:06 (musica: Pete Jolly)
6. Whistle While You Work – 2:50 (testo: Larry Morey – musica: Frank E. Churchill)

Lato B
1. Broadway – 3:10 (musica: Henri Woode, Teddy McRae, Wilbur H. Bird)
2. My Old Flame – 4:00 (testo: Sam Coslow – musica: Arthur Johnston)
3. Jordu – 3:36 (musica: Duke Jordan)
4. That Old Feeling – 3:34 (testo: Lew Brown – musica: Sammy Fain)
5. Five Brothers – 4:06 (musica: Gerry Mulligan)
6. Thou Swell – 3:21 (testo: Lorenz Hart – musica: Richard Rodgers)

- Durata brani ricavati dal CD pubblicato nel 1998 dalla RCA Records (74321581092)

## Formazione
The Pete Jolly Trio
- Pete Jolly – pianoforte
- Bob Bertaux – contrabbasso
- Bob Neal – batteria

Note aggiuntive
- Shorty Rogers – produttore, supervisore
- William Claxton – foto retrocopetina album originale[2]
- David B. Hecht – foto copertina frontale album originale[3]